# حركة تحرير المرأة في أوروبا

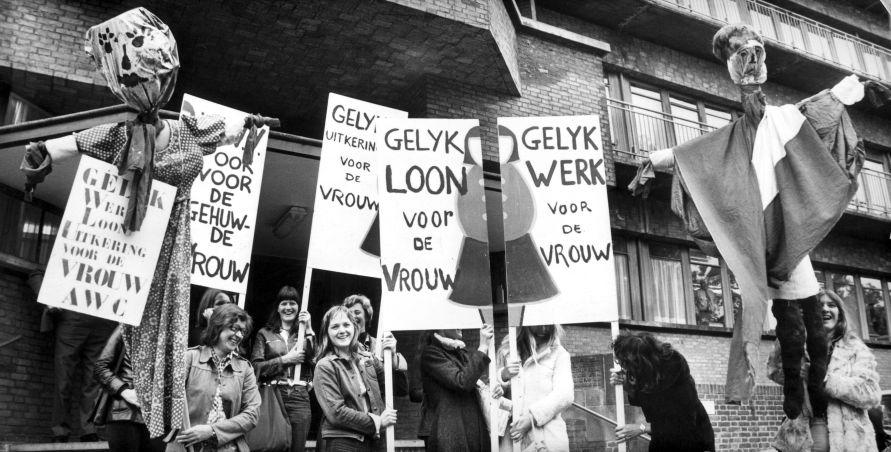

حركة تحرير المرأة في أوروبا كانت حركة نسائية راديكالية بدأت في أواخر الستينات واستمرت خلال السبعينيات وفي بعض الحالات حتى أوائل الثمانينيات. مستوحاة من التطورات في أمريكا الشمالية والتي أثارها الوجود المتزايد للنساء في سوق العمل، سرعان ما اكتسبت الحركة زخما في بريطانيا والدول الاسكندنافية. بالإضافة إلى التحسينات في ظروف العمل والمساواة في الأجر، ناضل المحررون من أجل الحصول على حكم ذاتي كامل للنساء، بما في ذلك حقهم في اتخاذ قراراتهم الخاصة بشأن منع الحمل والإجهاض والمزيد من الاستقلالية في الحياة الجنسية.
رفضت المجموعات المشكلة مبدأ التنظيم الهرمي التقليدي وعملت بالمقابل على أساس توافق الآراء بشان العضوية، رافضه فكره ان القيادة تمنح مركز خبير، وبدلا من ذلك كانت مجرد تجربه أخرى. وأعربوا عن اعتقادهم بان الإجراءات المباشرة ، التي تبلغ الجمهور بالقضايا التي تواجهها المرأة، هي أكثر إنتاجيه في تغيير الأفكار من إصلاح القوانين. وكانت أهدافها أعاده تصميم المجتمع بتغيير صورة المرأة ودورها في المجتمع.
علي الرغم من أن مبادئ الحركة الليبرالية الأوروبية كانت أكثر اتساقا مع مبادئ الحركات الاشتراكية في المجموعات التي شكلت في أماكن أخرى، فان النساء في الاتحاد ينظرن عاده إلى النضال الطبقي كثانوي لمعالجه النظام الأبوي. وكان الليبيراليون مقاومون لأي نظام سياسي يتجاهل المرأة كليا أو يضع قضاياها علي هامش. وبما ان الجماعات تعمل بصوره مستقله بدون تنظيم مركزي، فان هناك عدم تركيز في القضايا التي تعالجها، ولكن جميع الأعضاء تقريبا في الحركة يشعرون بان الحصول علي التعليم والوظائف ورعاية الأطفال هي مسائل أساسيه. وكان من المثير للجدل عرض القضايا على الجمهور، التي كانت تعتبر في ذلك الوقت مسائل خاصه، مثل تقسيم العمل المنزلي، والسحاق، وتسليع المرأة، والعنف الجنسي، والتي قوبلت برد فعل عنيف من وسائط الاعلام والجمهور الذي وصف الليبيراليين ككارهي الرجل.
كانت هناك حركات ليبيرالية قويه في جميع بلدان أوروبا الغربية تقريبا، علي الرغم من تأخر كل من اليونان والبرتغال واسبانيا في تشكيل الحركات الليبيرالية، لأنها تأخرت بالتخلص من الحقبة الديكتاتورية. وبحلول منتصف السبعينات أو أوائل الثمانينات، قام المصلحون الليبراليون بالتوصل لتسويات مع الحكومات بشان معظم القضايا الرئيسية المستهدفة، حُلت معظم الجماعات الليبيرالية أو توجهت للعمل على قضايا التركيز الموحدة.

## النمسا
على الرغم من أن مجتمع النمسا كان مجتمعا محافظا، ويعرف بأنه واحد من أكثر المجتمعات التقليدية في أوروبا الغربية فإن النمسا لم تشهد أي احتجاجات خلال أوائل السبعينات في الوقت الذي كانت حركة تحرير المرأة تجتاح جميع أنحاء العالم، كذبت التوصيفات بقولها أن النساء تجمعن وبدأن بالكتابة وتحليل وضع المرأة كمواطنه من الدرجة الثانية من منظور نسوي بحلول أواخر 1960s. بينما كانت أولى الكاتبات اللواتي قيمن مكانة المرأة في المجتمع النمساوي في تلك الفترة هي باربرة فيشموث والتي نشرت (Die Klosterschule) (مدرسة الدير) في 1968. أخضعت رواية لترجمة الذاتية لتحليل الهيكل البابوي لمدرسه الدير وكيفية تدريبها للنساء ليكونن منقادات وسلبيات. وفي نفس العام، شاركت النساء في ثورات الطلاب، ولكنهن أحبطن بدورهن في الثورة الذي اقتصر على تقديم القهوة. وشكلت المجموعة العاملة المعنية بالتحرر، التي أنشئت بالتعاون بين الرجال والنساء في ال1969 ، مناقشات كيفيه تعزيز المساواة بين المرأة والرجل.
في عام 1971، تم تشكيل مجموعة تعرف باسم Arbeitskreis Emanzipation der Frau (مجموعة العمل من أجل تحرير المرأة، AKE) من قبل الحزب الديمقراطي الاجتماعي النمساوي (الألمانية: Sozialdemokratische Partei Österreichs، SPÖ). كانت أهدافهم هي الاحتجاج على تحسين الأمهات وإزالة الحواجز التي تحول دون استخدام وسائل منع الحمل والإجهاض. في يوم الأم، 7 مايو / أيار 1971، تظاهر 130 ناشطًا في مارياهيلفر شتراسه في فيينا للفت الانتباه إلى عدم المساواة بين النساء وعدم الاستقلالية لاتخاذ خيارات حياتهن الخاصة. استضافت منظمة AKE ، التي استضافت مؤتمراً في العام التالي في فيينا، نساء من ولايات سالزبورغ وتيرول وفورارلبرج للانضمام إلى النساء الفيينيات لوضع إستراتيجية حول كيفية إنشاء حركة نسائية مستقلة. كانت أهدافهم أن تكون خالية من تأثير الأحزاب السياسية، والعمل على حشد النساء للقتال من أجل تحريرهن، بما في ذلك السيطرة على أجسادهن وخياراتهن الاقتصادية. شارك في هذا المؤتمر كل من إيريكا فيشر ورينات فليسنر ورينات كوهلباشر وإيفا كرايسكي وميرل أوفنر وبود بيدرسن وإيمي شول وجاين فيجاسيردر في تأسيس مجموعة العمل النسائية المستقلة (AUFHANGEGER Frauen)، التي تستضيف أول اجتماع للمجموعة في 1972 لمناقشة ما إذا كان ينبغي السماح للرجال بالمشاركة في مجموعتهم.